# Noyelles-sur-Mer
Noyelles-sur-Mer [nwajɛl syʁ mɛʁ] ist eine französische Gemeinde mit 641 Einwohnern (Stand 1. Januar 2022) im Département Somme in der Region Hauts-de-France. Sie gehört zum Arrondissement Abbeville und zum Kanton Abbeville-1.

## Geografie
Die Gemeinde Noyelles-sur-Mer liegt am Ostufer der Somme-Mündung in den Ärmelkanal, etwa 13 Kilometer nordwestlich von Abbeville. Der Ort wird vom Flüsschen Dien tangiert. Das Gemeindegebiet liegt im Regionalen Naturpark Baie de Somme Picardie Maritime.

## Bevölkerungsentwicklung
| Jahr      | 1962 | 1968 | 1975 | 1982 | 1990 | 1999 | 2018 |
| Einwohner | 894  | 939  | 908  | 813  | 802  | 742  | 708  |

## Sehenswürdigkeiten

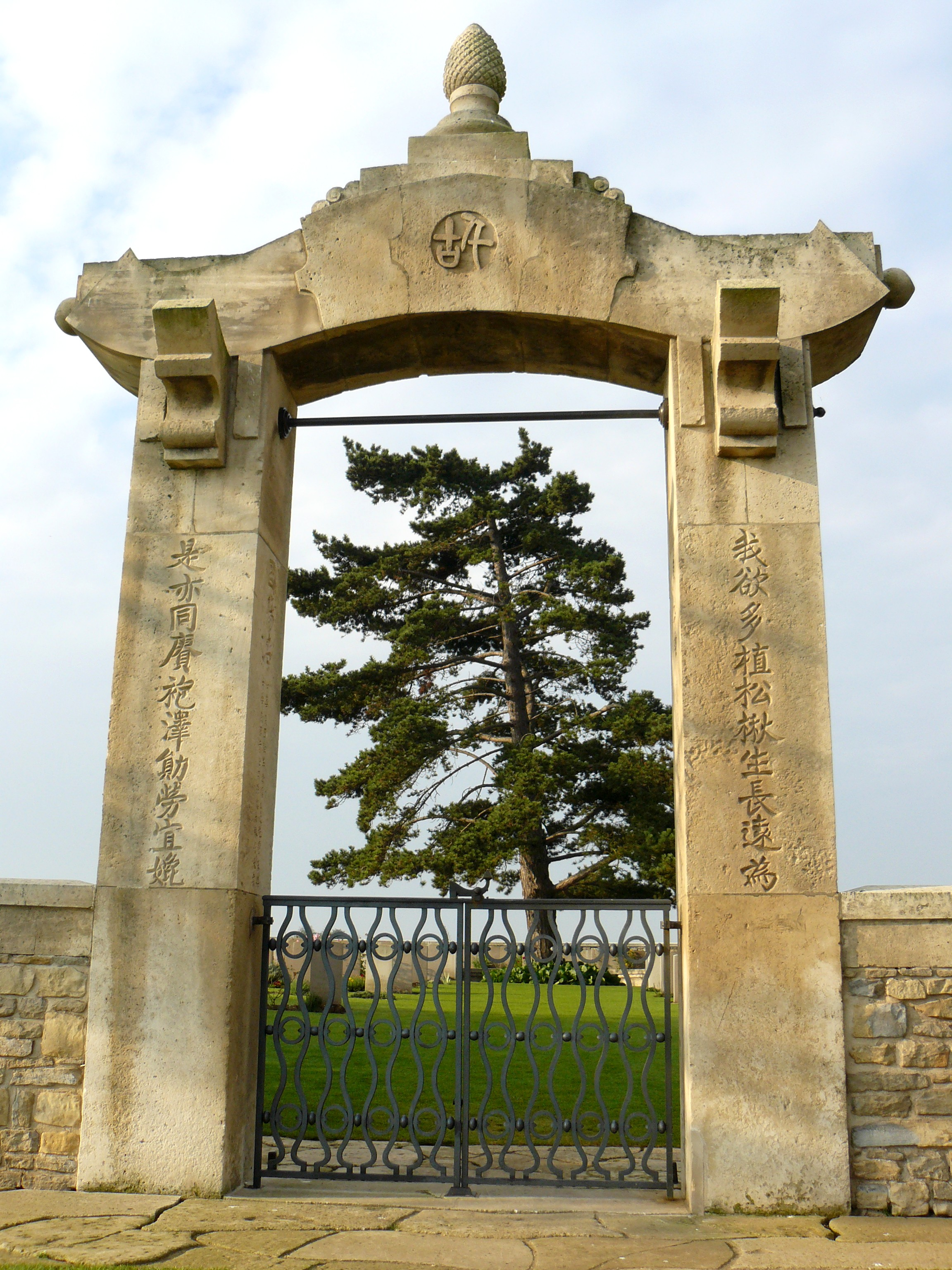
Eingang zum Chinesischen Friedhof in Noyelles

- Église de l’Assomption-de-la-Sainte-Vierge (Kirche Mariä Himmelfahrt)
- Cimetière chinois de Nolette, ein Friedhof für in den Jahren 1917–1919 von den Briten rekrutierte chinesische Arbeiter; die meisten von ihnen erlagen 1918/19 der Spanischen Grippe
- Museumseisenbahn Chemin de Fer de la Baie de Somme

## Verkehr
Noyelles hat einen Bahnhof an der Bahnstrecke Longueau–Boulogne, der 1847 von der Compagnie du chemin de fer d’Amiens à Boulogne eröffnet wurde. Aktuell wird er von Zügen des TER Hauts-de-France bedient.
1858 kam eine Zweigstrecke nach Saint-Valery-sur-Somme hinzu (→ Bahnstrecke Noyelles-sur-Mer–Cayeux-sur-Mer), 1887 eine meterspurige nach Le Crotoy und 1892 eine weitere nach Forest-l’Abbaye. Auf letzterer endete 1951 der Personen- und 1965 der Güterverkehr. Dis beiden erstgenannten existieren nach wie vor und werden von Zügen der Museumseisenbahn Chemin de Fer de la Baie de Somme befahren.

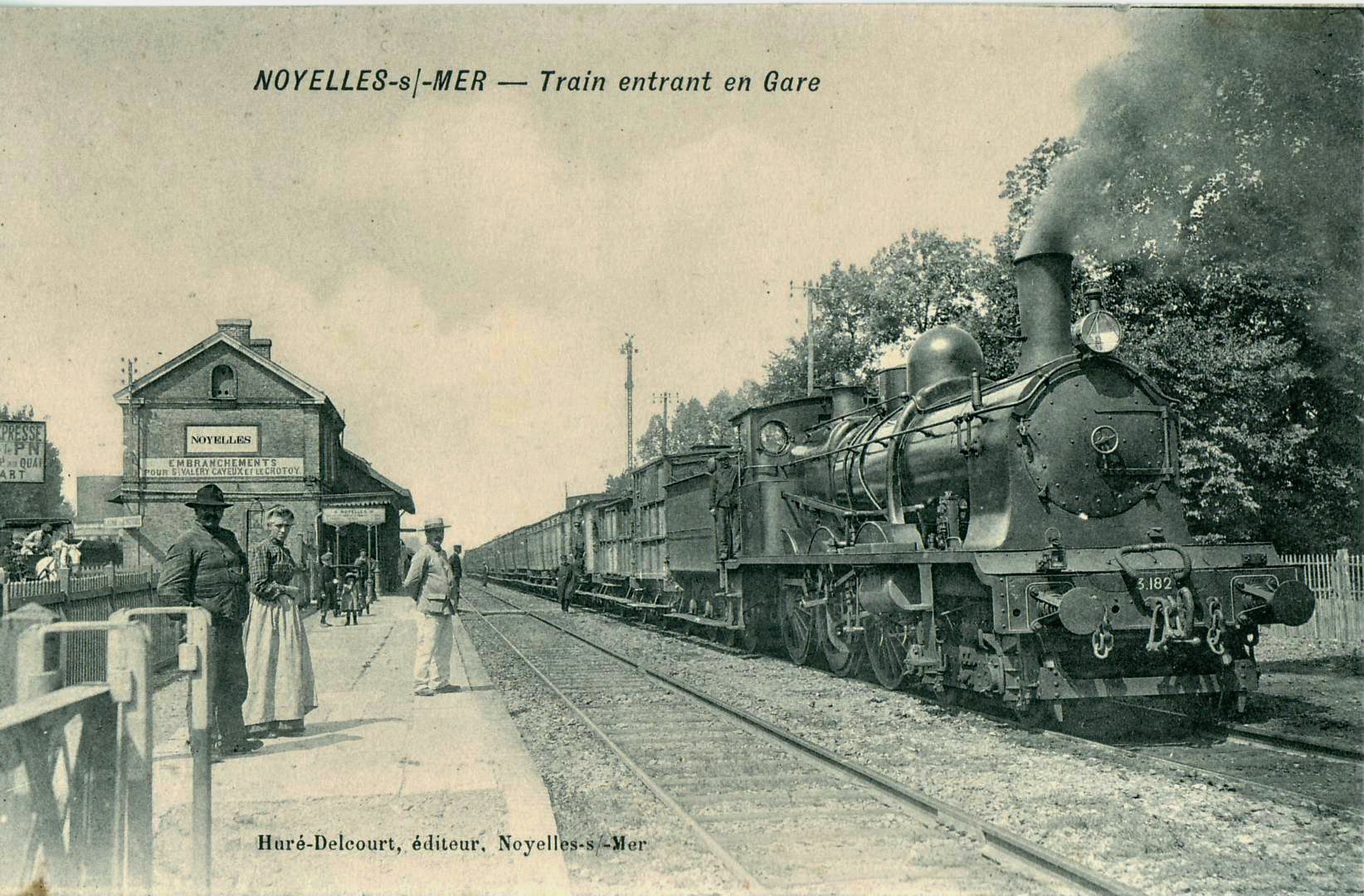
Normalspuriger Zug der Compagnie des chemins de fer du Nord (vor 1914)
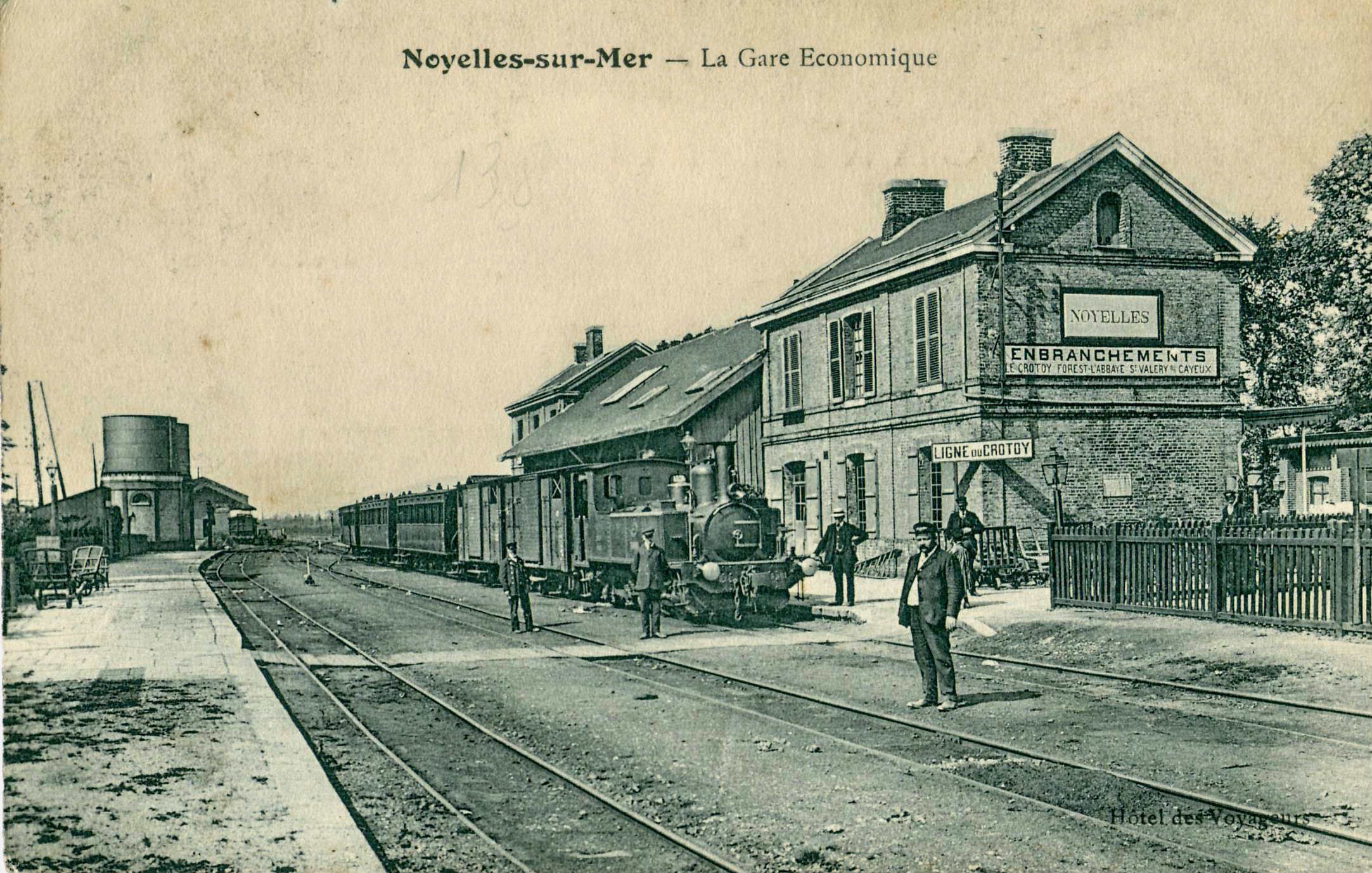
Kleinbahnhof mit Meterspurzug – die Gebäude wurden von beiden Bahnen genutzt (vor 1914)
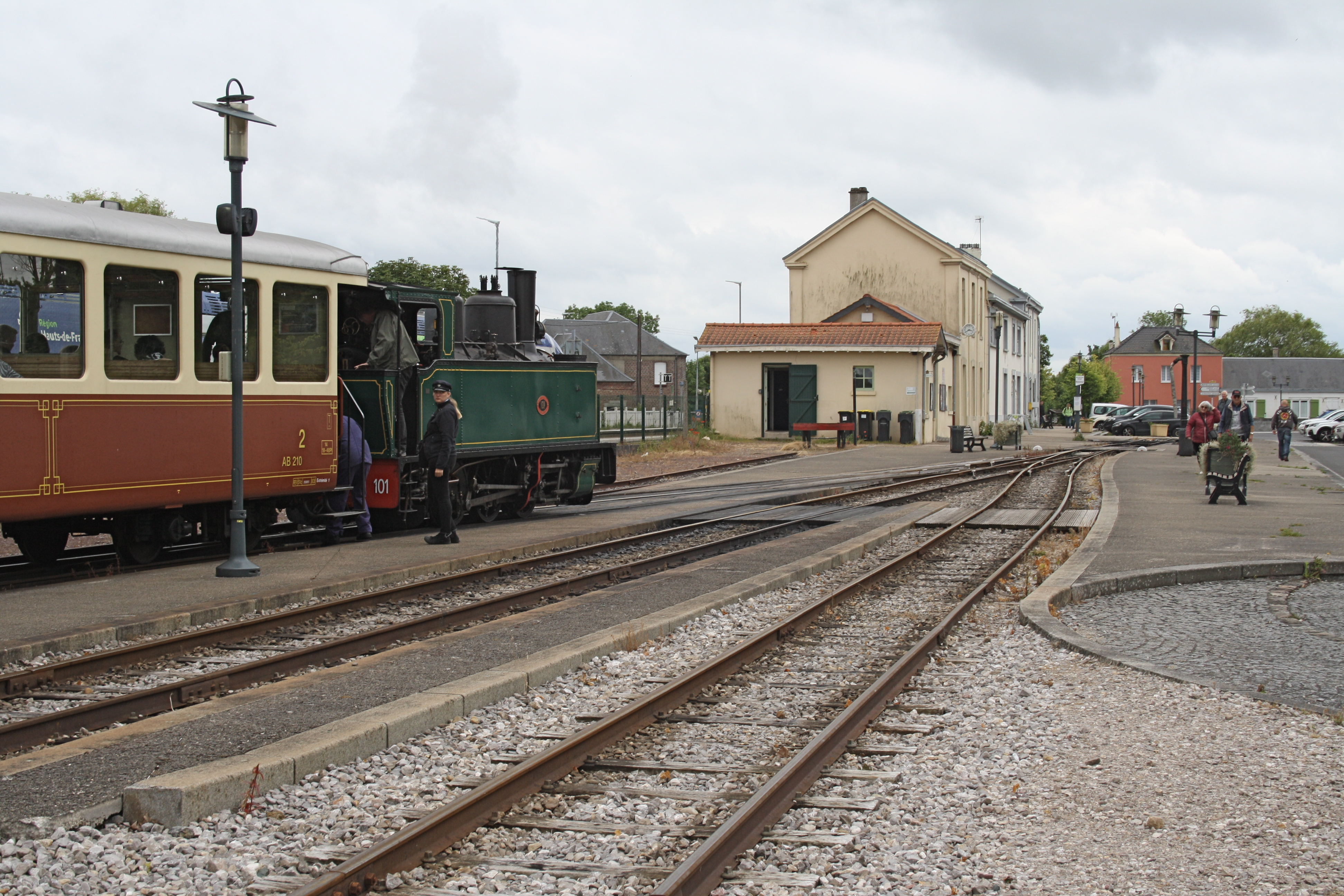
Zug der Museumseisenbahn Chemin de Fer de la Baie de Somme im Bahnhof Noyelles

## Gemeindepartnerschaft
- Tungkang (Taiwan), seit 1984